# Bertrand Gambier

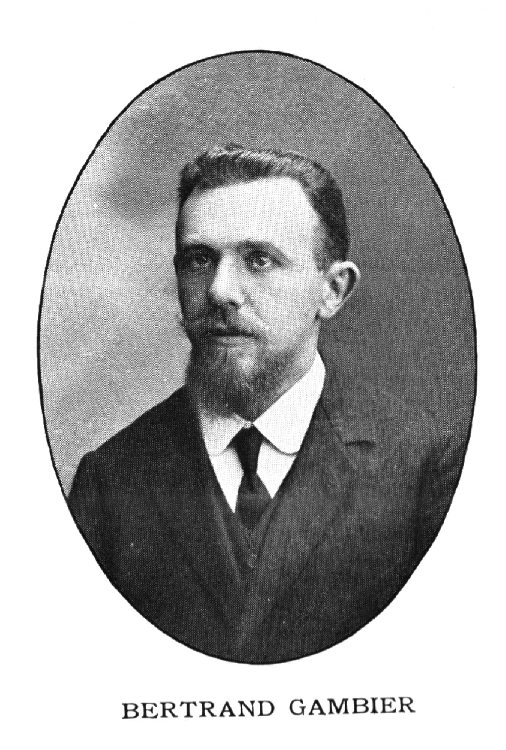

Bertrand Gambier (* 31. August 1879 in Villers-Bocage, Département Somme; † 10. Januar 1954) war ein französischer Mathematiker.
Bertrand Gambier studierte an der École normale supérieure (ENS) in Paris. Nach seiner Promotion im Jahre 1909 war er zunächst Maître de conférences an der Universität Rennes, ab 1913 war er dort Professor. Im Jahre 1922 wechselte er auf eine Professur an die Universität Lille.
Zunächst befasste sich Gambier mit der Theorie der Differentialgleichungen im Komplexen, wobei er die Untersuchungen von Paul Painlevé fortführte und vervollständigte (Painlevé-Gleichungen). Später arbeitete er vor allem über Differentialgeometrie. 1943 war er Präsident der Société Mathématique de France.